# Tyranni
Los pájaros clamadores (suborden Tyranni) son un clado de aves paseriformes que está constituido por más de mil especies, las cuales están distribuidas en especial en el Neotrópico, pero también con linajes en el resto de América al igual que en Asia, Madagascar y África.Los Tyranni se habrían originado en América del Sur hace unos 50 millones de años. El grupo se divide en los clados Tyrannides y Eurylaimides. Tienen siringes y cantos más simples que los pájaros cantores (Passeri).

## Taxonomía
- Infraorden Eurylaimides
  - Eurylaimidae: eurilaimos o picoanchos
  - Philepittidae: asitis
  - Pittidae: pitas
- Infraorden Tyrannides
  - Furnariidae: horneros
  - Thamnophilidae: hormigueros, hormigueritos, batarás, bataritos, tiluchíes y ojodefuegos.
  - Formicariidae: formicarios y tovacás
  - Grallariidae: tororois y ponchitos
  - Conopophagidae: toco tocos o jejeneros
  - Rhinocryptidae: tapaculos y churrines
  - Tyrannidae: atrapamoscas
  - Cotingidae: cotingas
  - Pipridae: bailarines